# Sant Joan dels Caus
Sant Joan dels Caus és una església del municipi de Sant Mateu de Bages (Bages) inclosa en l'Inventari del Patrimoni Arquitectònic de Catalunya.

## Descripció
L'església de Sant Joan de Cans està situada a uns 500 m de la casa del mateix nom, enmig de camps de conreu. És un edifici de reduïdes dimensions que presenta una sola nau (8'25 x 4'20 m) amb absis semicircular llis i sense cap mena d'obertura, ja que la finestra de doble esqueixada ha estat cegada. La nau és coberta amb volta de canó lleugerament apuntada i l'absis amb volta de quart d'esfera. En època moderna va ser ampliada amb una capella lateral al mur de migdia que sobresurt poc a l'exterior. La portalada d'arc de mig punt que s'obre en aquest mateix mur porta la data de 1600. Té un campanar d'espadanya simple que s'alça al mur de ponent.